# I'm Coming Out
I'm Coming Out è un singolo della cantante statunitense Diana Ross, pubblicato il 22 agosto 1980 come secondo estratto dal decimo album in studio Diana.

## Descrizione
Il brano è stato scritto e prodotto da Bernard Edwards e Nile Rodgers, entrambi membri all'epoca del gruppo Chic.

## Tracce
7"/12"
1. I'm Coming Out
2. Give Up

## Cover
Una cover della canzone è quella della cantante statunitense Amerie, pubblicata nel 2003 e realizzata per la colonna sonora del film Un amore a 5 stelle.

## Altri utilizzi
Un sample della canzone è stato utilizzato nel brano Mo Money Mo Problems del rapper statunitense The Notorius B.I.G. del 1997 e nel brano Break Your Heart Right Back della cantante Ariana Grande del 2014.